# Perushtitsa (huyện)
Perushtitsa là một huyện thuộc tỉnh Plovdiv, Bungaria. Dân số thời điểm năm 2001 là 5387 người.